# Александер Фредро
Александер Фрѐдро, храбя герб Бонча (на полски: Aleksander Fredro) е полски аристократ, комедиограф, мемоарист и поет от епохата на Романтизма.

## Биография
Александер Фредро е роден на 20 юни 1793 година в село Сурохов, близо до град Ярослав, в шляхтишкото семейството на храбя Яцек Фредро и Марианна (с родово име Дембинска). Едва шестнадесет годишен се записва в армията на Варшавското княжество. През 1812 година участва в похода на Наполеон към Москва, за което е награден с орден Virtuti Militari. На 8 октомври 1828 година се жени за графиня Зофия Яблоновска. Умира на 15 юли 1876 година в Лвов.

## Творчество
- Gwałtu, co się dzieje!
- Intryga naprędce (1815 г.)
- Damy i Huzary
- Dożywocie (1835 г.)
- Mąż i żona (1821 г.)
- Cudzoziemszczyzna
- Nowy Don Kiszot, czyli sto szaleństw – водевил
- Odludki i poeta
- Pan Geldhab – комедия (издадена през 1821 г.)
- Pan Jowialski (1832 г.)
- Śluby panieńskie czyli Magnetyzm serca (1833 г.)
- Trzy po trzy
- Nocleg w Apeninach
- Wielki człowiek do małych interesów (1877 г.)
- Wychowanka
- Paweł i Gaweł
- Ożenić się nie mogę
- Zapiski starucha
- Zemsta (1834 г.).
- Piczomira królowa Branlomanii
- Sztuka obłapiania
- Rewolwer – комедия
- Brytan-Bryś